# Arnulf Rainer

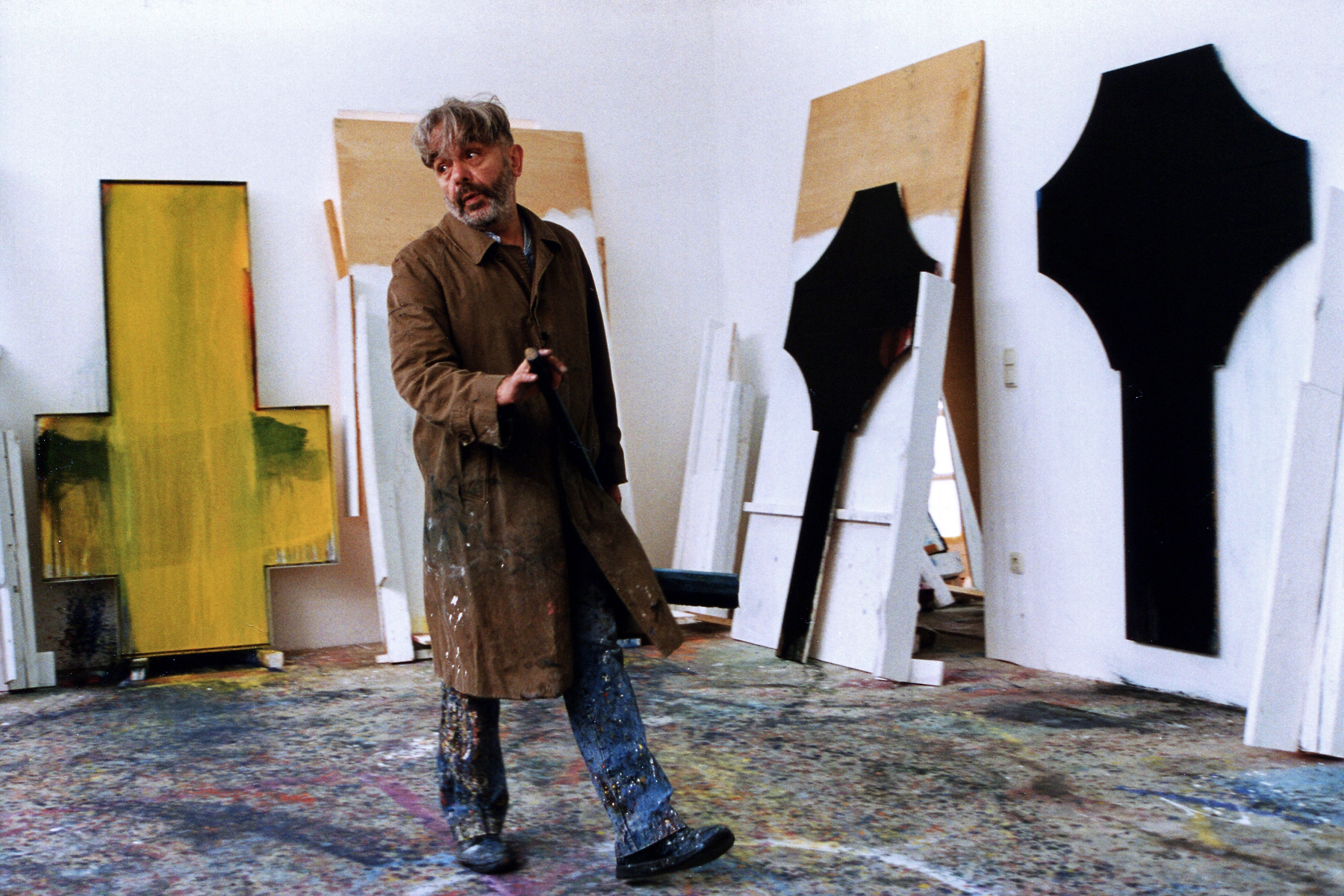
Arnulf Rainer in 1994

Arnulf Rainer (Baden, 8 december 1929) is een vooraanstaand Oostenrijks kunstschilder. Zijn werk behoort tot de informele schilderkunst. Hij werd bekend met overschilderingen (Duits: Übermalungen) van foto's en grafiek.

## Levensloop
Arnulf Rainer is geboren in 1929 in Baden bij Wenen. Hij bezocht van 1940 tot 1944 de Nationalpolitische Erziehungsanstalt "Napola" in  Traiskirchen. Hier deed hij in 1949 staatsexamen en bezocht kortstondig de kunstacademie in Wenen. 
In 1950 richtte hij de Hundsgruppe (hondengroep) op met Ernst Fuchs, Arik Brauer en Josef Mikl.

## Stijl
Arnulf Rainer liet zich aanvankelijk beïnvloeden door het surrealisme. Later ging zijn werk meer in de richting van de informele kunst zoals tachisme en art brut. Hij begon over bestaande prenten en foto's te schilderen (Übermalungen). Zijn werk heeft ook verwantschap met het Weense Aktionisme en abstract expressionisme. Een tijd lang was zijn werk ook gerelateerd aan de bodyart. Arnulf Rainer schilderde series 'Übermalungen' van portretten van zichzelf en van Egon Schiele, Vincent van Gogh, Rembrandt en andere kunstschilders die hij bewonderde. Het tekenen en schilderen over de uitgekozen ondergrond gaat zover dat het oorspronkelijke beeld onder een expressief lijnenspel bedolven wordt tot aan complete overschilderingen. Hij heeft een voorkeur voor religieuze en mystieke thema's, lichaamstaal en de natuur. In zijn late werk schildert hij ook met de blote handen en met zijn voeten.

## Prijzen, tentoonstellingen en docentschappen
- 1972 documenta 5, Kassel
- 1977 documenta 6, Kassel
- 1978 Grote Oostenrijkse Staatsprijs
- 1978 Biënnale van Venetië
- 1981 Max Beckmann-Prijs
- 1981-1995 professor aan de Academie van beeldende kunsten in Wenen
- 1982 documenta 7, Kassel
- 1996 Biënnale van São Paulo
- 2018 Donald Judd/Arnulf Rainer, Arnulf Rainer Museum, Baden

## Musea
In 1993 werd in New York het Arnulf Rainer-Museum geopend; in 2009 volgde het Arnulf Rainer Museum in zijn geboorteplaats Baden bij Wenen. In St. Pölten heeft hij een slotkapel (Landhauskapelle) vormgegeven.
- Gemeentemuseum Den Haag
- Harvard University Art Museums Database in Massachusetts
- Los Angeles County Museum of Art
- Museo di Arte Moderna e Contemporanea in Trento
- Museum De Pont in Tilburg
- Museum of Modern Art in New York
- Museum of Fine Arts, Santa Fe
- Tate Gallery in Londen

## Tentoonstellingen in Nederland
In 2000 was er een tentoonstelling in het Stedelijk Museum in Amsterdam, in mei 2006 op de kunstbeurs Art Amsterdam, van juni 2005 tot en met 15 januari 2006 in het Armando Museum in Amersfoort en van 14 januari tot 11 maart 2007 in Galerie Willy Schoots in Eindhoven.